# Buchloe
Buchloe (IPA: [ˈbuːxloːə]) è una città della Germania, situata nel land della Baviera.

## Amministrazione

### Gemellaggi
Buchloe è gemellata con:
- Cesson, dal 1985

Inoltre la città di Buchloe esercita un patronato sui rifugiati del comune di Saubsdorf (nei Sudeti), e intrattiene relazioni amichevoli con la città ungherese di Kőszeg.